# 霍爾斯特布羅市鎮
霍爾斯特布羅市鎮（丹麥語：Holstebro Kommune）是丹麥的一個市鎮，位於日德蘭半島西北部，西臨北海，北臨文島灣，屬中日德蘭大區。面積800.19平方公里，2009年人口57,267人。行政中心为霍爾斯特布羅。